# ANGA Der Breitbandverband
ANGA Der Breitbandverband e.V. ist ein Branchenverband der Breitbandbranche. Die Abkürzung ANGA steht für „Arbeitsgemeinschaft für Betrieb und Nutzung von Gemeinschaftsantennen- und -verteileranlagen“. Der Verband wurde 1974 gegründet.
Bis November 2019 war die Verbandbezeichnung ANGA Verband Deutscher Kabelnetzbetreiber e.V. Zu den Mitgliedsunternehmen des Verbandes zählen Vodafone, Telekom Deutschland, Tele Columbus (PŸUR), EWE TEL, NetCologne, M-net, wilhelm.tel und eine Vielzahl von Technologieausrüstern. Sie versorgen insgesamt mehr als 20 Millionen Kunden mit Fernsehen und Breitbandinternet.
Neben der politischen und regulatorischen Interessenvertretung zählt zu den satzungsmäßigen Aufgaben des Verbandes die Verhandlung mit den urheberrechtlichen Verwertungsgesellschaften. Die Mitgliedsunternehmen erhalten dadurch kostengünstige Musterlizenzverträge für die Weitersendung von Fernseh- und Hörfunkprogrammen.
Über eine Tochtergesellschaft richtet die ANGA die Messe ANGA COM aus, eine Fachmesse für Kabel, Breitband und Satellit. Sie verzeichnete zuletzt 500 Aussteller und 20.000 Teilnehmer aus 83 Ländern.

## Mitglieder
Im Verband sind die meisten deutschen Kabelnetzbetreiber organisiert, unter anderem Vodafone Kabel Deutschland, NetCologne, Tele Columbus und wilhelm.tel sowie viele mittlere und kleinere Kabelnetzanbieter. Auch sind einige Systemhersteller Mitglied in der ANGA, wie Alcatel-Lucent, Astro Strobel, Cisco Systems, Kathrein, Teleste, Triax und Wisi.
Der Verband hat mehr als 200 Mitglieder. Sie versorgen insgesamt mehr als 20 Millionen Kunden mit Fernsehen und Breitbandinternet.